# Ožbalt
Ožbalt is een plaats in Slovenië en maakt deel uit van de gemeente Podvelka in de NUTS-3-regio Koroška. De plaats telde 253 inwoners op 1 januari 2020. Het dorp ligt aan de Drau. Stroomafwaarts ligt een doorstroomwaterkrachtcentrale.

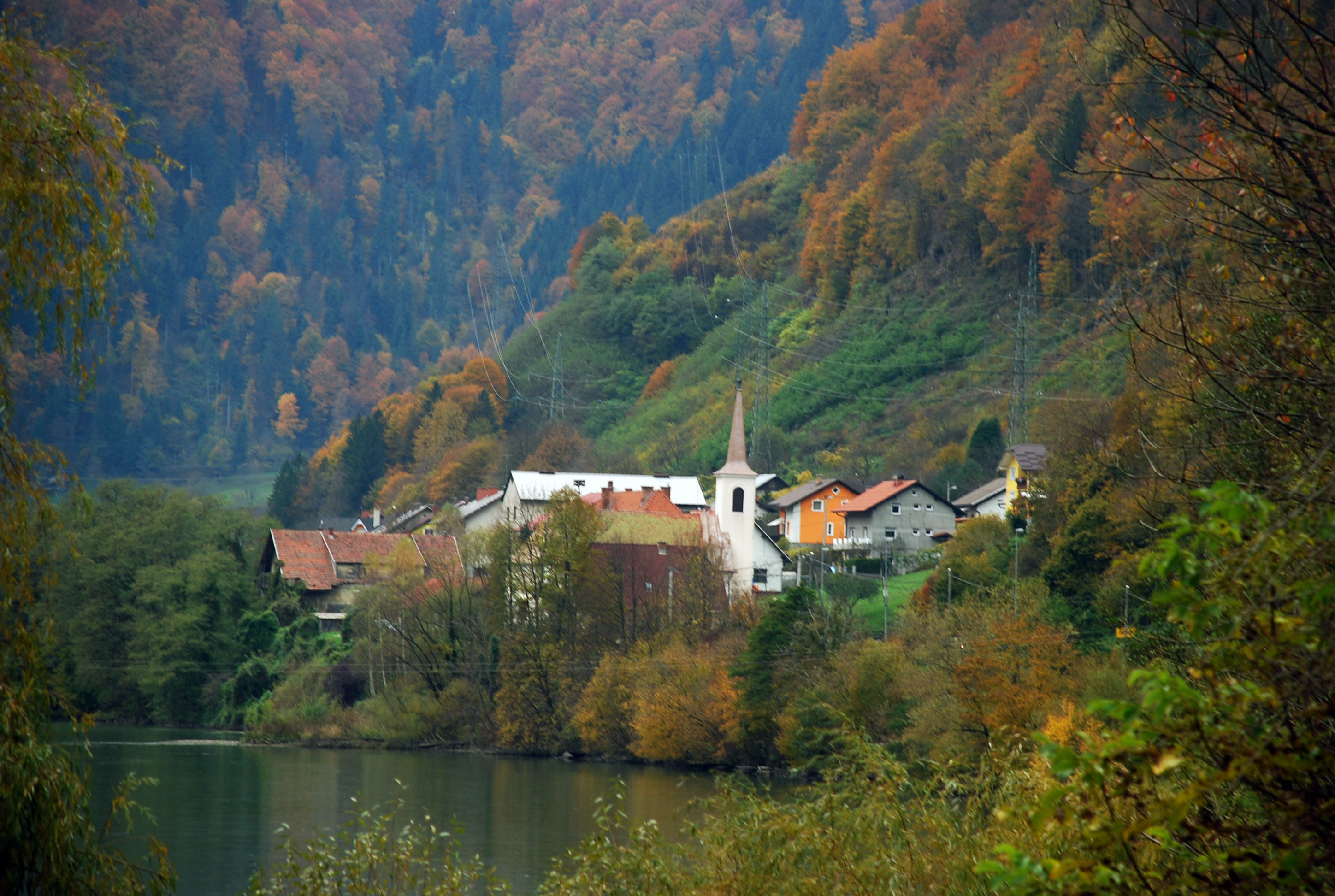
Aanzicht van het oosten over de Drau
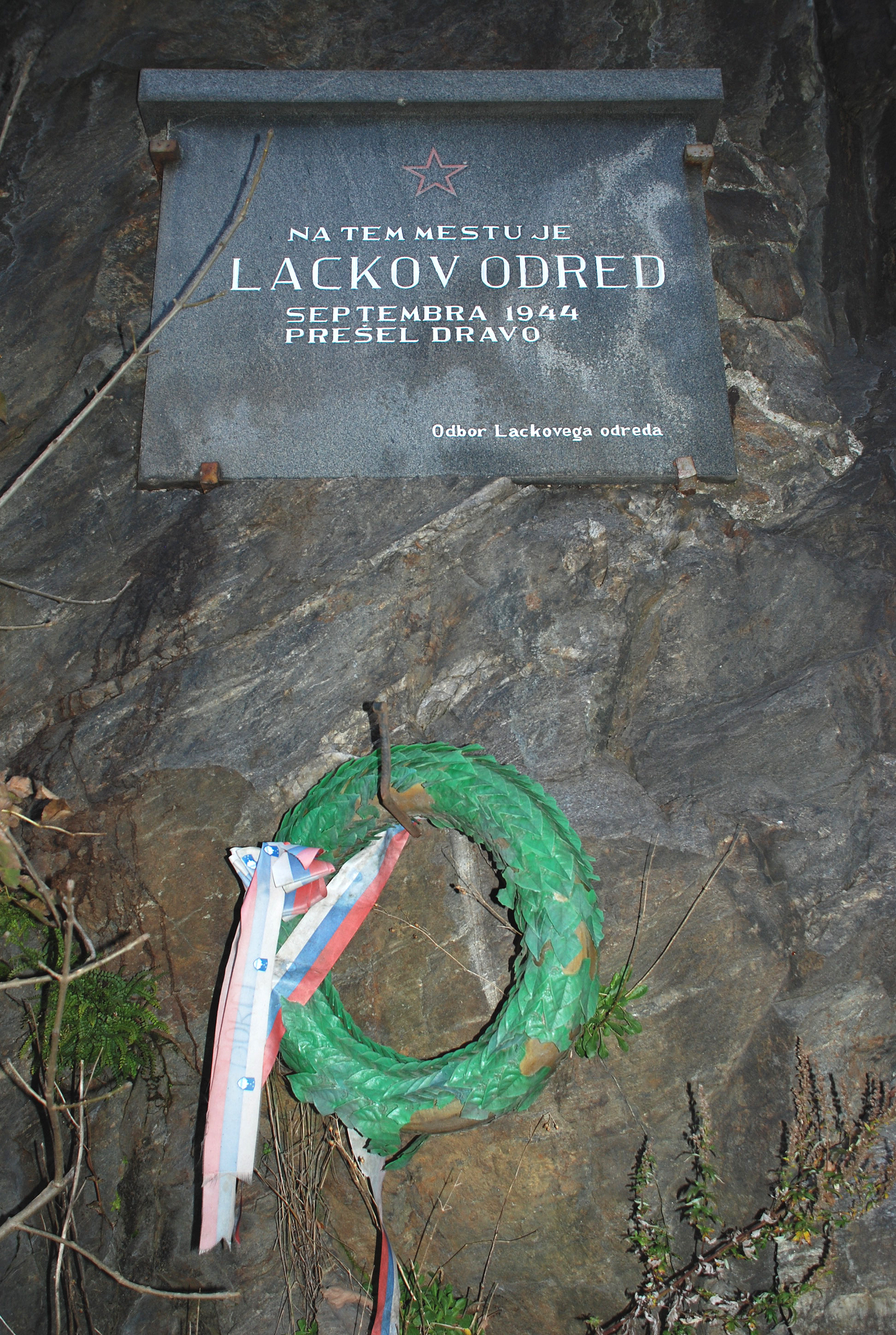
Gedenkplaat vor de partizaneneenheid Lackov odred
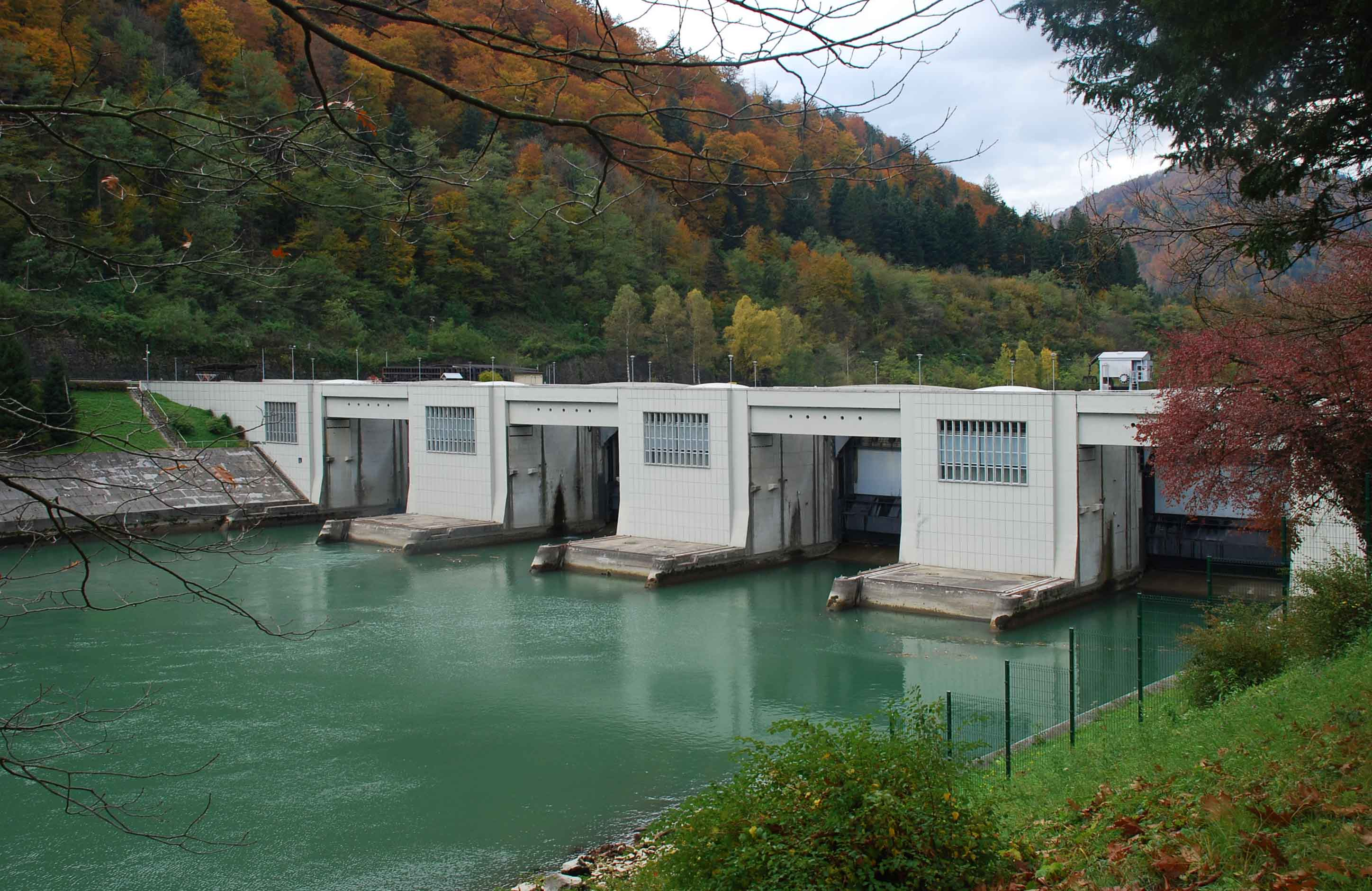
Waterkrachtcentrale
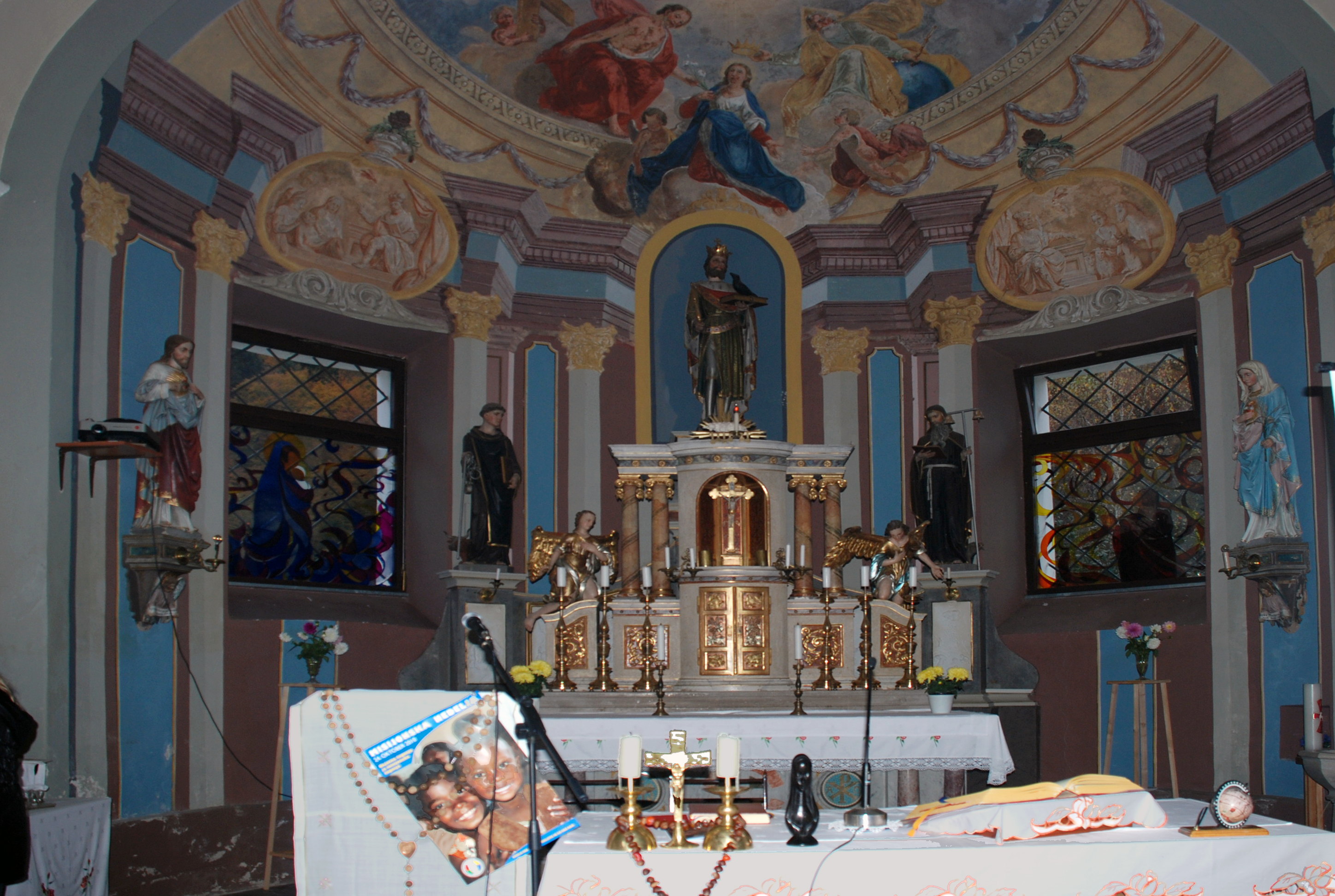
Hoogaltaar in de dorpskerk
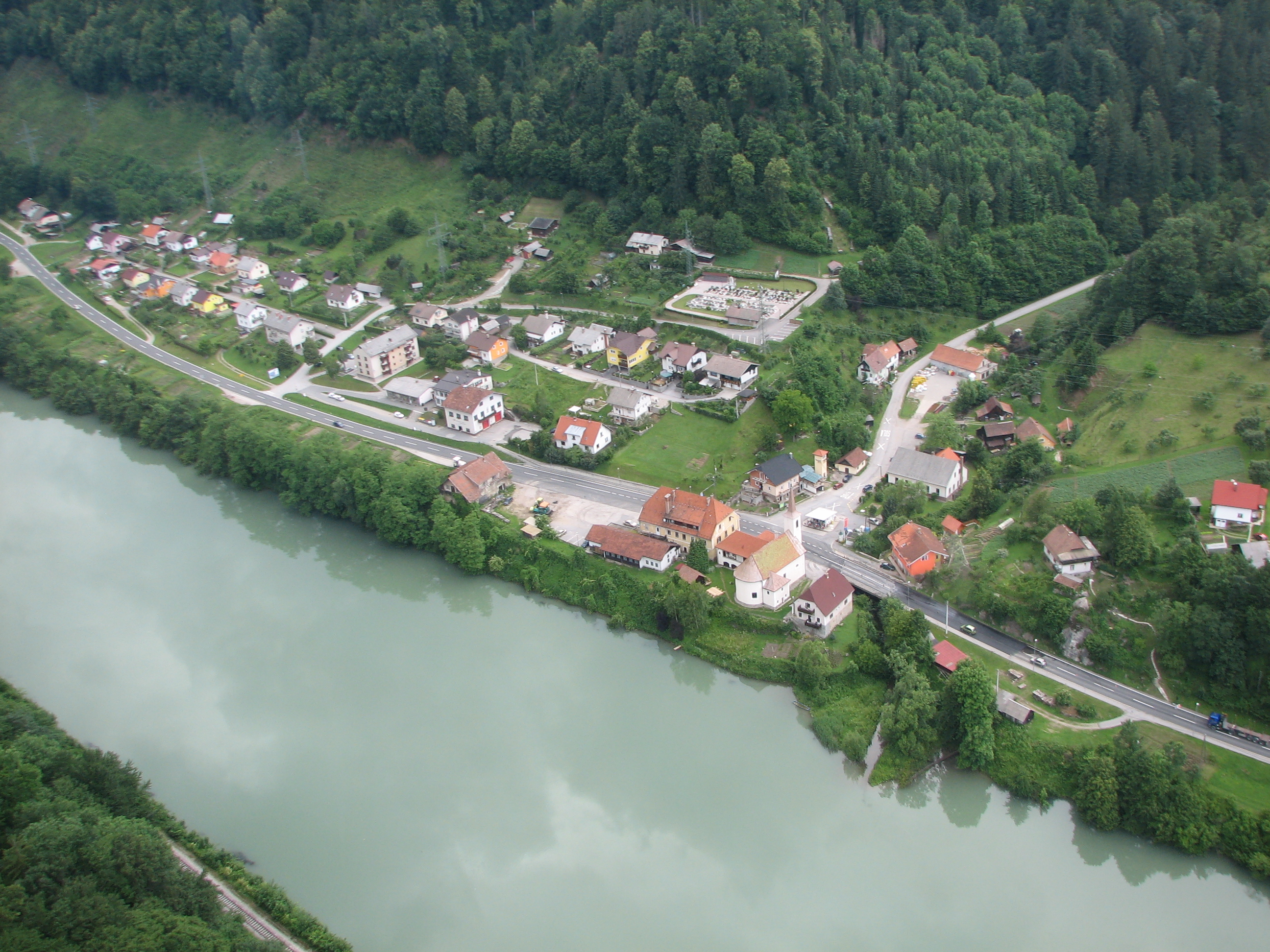
Vogelvlucht